# پرتژانا
پرتژانا (به صربی: Pretežana) یک منطقهٔ مسکونی در صربستان است که در بلاتسه واقع شده‌است. پرتژانا ۱۱۴ نفر جمعیت دارد.